# Austrolimnophila trifidula
Austrolimnophila trifidula är en tvåvingeart som beskrevs av Alexander 1960. Austrolimnophila trifidula ingår i släktet Austrolimnophila och familjen småharkrankar. Inga underarter finns listade i Catalogue of Life.